# Ruma Guha Thakurta
Ruma Guha Thakurta (Bengali: রুমা গুহঠাকুরতা) (Kolkata, 21 november 1934 - aldaar, 3 juni 2019) was een actrice en playback-zangeres uit de Indiase deelstaat West-Bengalen. Ze was een dochter van Satyen Ghosh (Monty Ghosh) en Sati Devi, een beroemde zangeres in haar tijd. Ruma Guha Thakurta trouwde in 1951 met de befaamde Bollywood-playbackzanger Kishore Kumar en had met hem een zoon, Amit Kumar. Na hun scheiding in 1958 trouwde de zangeres met Arup Guha Thakurta.

## Filmografie

### Als actrice
| Jaar | Film                         | Regisseur            | Rol                        | Taal    |
| ---- | ---------------------------- | -------------------- | -------------------------- | ------- |
| 1944 | Jwar Bhata                   | Amiya Chakrvarty     | Hindi                      |         |
| 1950 | Mashaal                      | Nitin Bose           | Hindi                      |         |
| 1950 | Afsar                        | Chetan Anand         | Hindi                      |         |
| 1952 | Rag Rang                     | Digvijay             | Ruma Devi                  | Hindi   |
| 1959 | Ganga                        | Rajen Tarafdar       | Himi                       |         |
| 1959 | Personal Assistant           | Chitrakar            | Rumali Sen (als Ruma Devi) | Bengali |
| 1962 | Abhijan                      | Satyajit Ray         | Neeli                      | Bengali |
| 1963 | Nirjan Saikate               | Tapan Sinha          | Bengali                    |         |
| 1963 | Polatak                      | Tarun Majumder       | Moyna                      | Bengali |
| 1964 | Prabhater Rang               |                      |                            |         |
| 1966 | Joradighir Chowdhury Paribar | Ajit Lahiri          | Bengali                    |         |
| 1967 | Balika Badhu                 | Tarun Majumdar       | Bengali                    |         |
| 1967 | Antony Firingee              | Sunil Bannerjee      | Jogweshwari                | Bengali |
| 1967 | Ashi te Asio Na              | Bengali              |                            |         |
| 1968 | Panchashar                   | Arup Guhathakurta    | Bengali                    |         |
| 1968 | Baghini                      | Bijoy Bose           | Bengali                    |         |
| 1968 | Hangsa Mithun                | Bengali              |                            |         |
| 1968 | Garh Nasimpur                | Bengali              |                            |         |
| 1969 | Arogya Niketan               | Bijoy Bose           | Pradyot's moeder           | Bengali |
| 1974 | Jodi Jantem                  | Yatrik               | Ranu Basu                  | Bengali |
| 1976 | Bairaag                      | Asit Sen             | Pushpa                     |         |
| 1980 | Dadar Kirti                  | Tarun Majumdar       | Saraswati, Beena's moeder  | Bengali |
| 1981 | 36 Chowringhee Lane          | Nandita's moeder     | English                    |         |
| 1981 | Swami Stree                  | Bengali              |                            |         |
| 1982 | Troyee                       | Bengali              |                            |         |
| 1982 | Amrita Kumbher Sandhane      | Bengali              |                            |         |
| 1983 | Samarpita                    | Bengali              |                            |         |
| 1985 | Bhalobasa Bhalobasa          | Keya's moeder        | Bengali                    |         |
| 1986 | Anurager Chhonya             | Bengali              |                            |         |
| 1987 | Gayok                        | Shantanu Bhowmick    |                            |         |
| 1987 | Amar Sangi                   | Sujit Guha           | Jhilik's moeder            | Bengali |
| 1988 | Agun                         | Victor Banerjee      |                            |         |
| 1989 | Asha O Bhalobasha            | Bengali              |                            |         |
| 1989 | Aakrosh                      |                      |                            |         |
| 1989 | Gonoshatru                   | Satyajit Roy         | Maya Gupta                 | Bengali |
| 1991 | Path O Prasad                | Bengali              |                            |         |
| 1992 | Indrajit                     | Anjan Choudhury      | Bengali                    |         |
| 1994 | Wheel Chair                  | Tapan Sinha          | Sushmita's moeder          |         |
| 1995 | Sangharsha                   | Haranath Chakraborty | Bengali                    |         |
| 1996 | Himghar                      | Bengali              |                            |         |
| 2006 | The Namesake                 | Ashoke's moeder      | English                    |         |

### Als playbackzangeres
| Jaar | Film                         |
| ---- | ---------------------------- |
| 1958 | Lukochuri                    |
| 1963 | Barnali                      |
| 1963 | Polatak                      |
| 1961 | Tin Konya                    |
| 1966 | Joradighir Chowdhury Paribar |
| 1967 | Antony Firingee              |
| 1968 | Baghini                      |
| 1970 | Bakso Badal                  |
| 1974 | Jodi Jantem                  |
| 1976 | Mera Dharam Meri Maa         |
| 1982 | Amrita Kumbher Sandhane      |

- Bibsys: 13061501
- Bibliothèque nationale de France: cb169469369 (data)
- Gemeinsame Normdatei: 1131657365
- International Standard Name Identifier: 0000 0000 4485 2230
- Library of Congress Control Number: no2004006011
- MusicBrainz: 0e5a7448-cdce-4a4c-9a4e-2dc1f5e32a13
- Nationale Bibliotheek van Israël: 987007416584605171
- Virtual International Authority File: 73557080
- WorldCat: E39PBJq6TKYM76TFpxGJfBXGHC